# Biele Bobrovecké pliesko
Biele Bobrovecké pliesko je největší jezero ze skupiny Bobroveckých pliesek v Bobrovecké dolině v Západních Tatrách na Slovensku. Je známé také pod názvy Bobrovecké pliesko nebo Biele pliesko. Má rozlohu 0,0995 ha a je 77 m dlouhé a 21 m široké. Dosahuje maximální hloubky 1,2 m a objemu 475 m³. Leží v nadmořské výšce 1503 m.

## Okolí
Nachází se v horní části Bobrovecké doliny pod jihovýchodním úpatím hřbetu Holáň jižně od sedla Pálenica. Pliesko je obklopené porostem kosodřeviny.

## Vodní režim
Z plesa odtéká krátký průtok do Polianskeho potoka. Náleží k povodí Váhu. Rozměry jezera v průběhu času zachycuje tabulka:
| Rok   | Měření prováděl | Rozloha ha | Délka m | Šířka m | Hloubka max.m | Objem m³ |
| ----- | --------------- | ---------- | ------- | ------- | ------------- | -------- |
| [ 2 ] | [ 2 ]           | 0,10       | 77      | 21      | 1,5           | [ 3 ]    |
| 2005  | Gregor, Pacl    | 0,0995     | [ 3 ]   | [ 3 ]   | 1,2           | 475      |

## Přístup
Pleso je přístupné po  žluté turistické značce:
- z obce Jalovec 3 hodiny a 35 minut.
- z obce Zuberec 3 hodiny.